# Omihachiman
Ōmihachiman (Japans: 近江八幡市, Ōmihachiman-shi) is een stad in de prefectuur Shiga in Japan. De oppervlakte van de stad is 76,97 km² en begin 2009 had de stad ruim 69.000 inwoners. Bij de stad hoort het eiland Okishima (沖島) in het Biwameer.

## Geschiedenis
De gemeente Hachiman (八幡町, Hachiman-chō) werd op 3 maart 1933 uitgebreid met het dorp Utsuro (宇津呂村, Utsuro-mura) en op 1 april 1951 met het dorp Shima (島村, Shima-mura).
Ōmihachiman werd op 31 maart 1954 een stad (shi) na de samenvoeging van de gemeente Hachiman met de dorpen Kaneda (金田村, Kaneda-mura), Kirihara (桐原村, Kirihara-mura), Mafuchi (馬淵村, Mafuchi-mura) en Okayama (岡山村, Okayama-mura).
Latere uitbreidingen:
- op 3 maart 1955 met het dorp Kitasato (北里村, Kitasato-mura),
- op 1 februari 1958 werd het dorp Musa (武佐村, Musa-mura).
- Op 21 maart 2010 werd de gemeente Azuchi (District Gamo) aangehecht bij de stad Ōmihachiman.[1]

## Bezienswaardigheden
- Chōmei-ji (長命寺)
- Himure Hachiman-gū (日牟禮八幡宮)

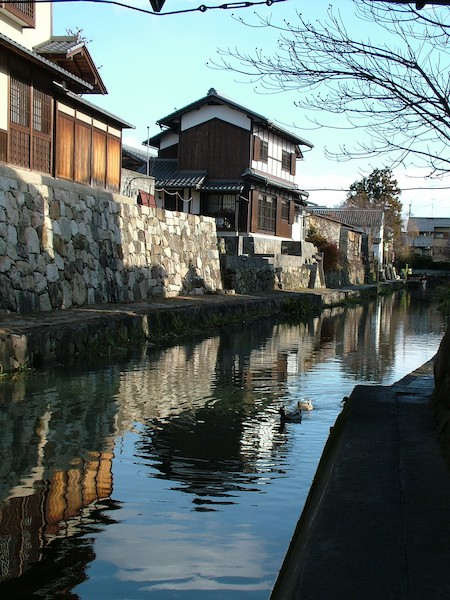
De voormalige slotgracht in Ōmihachiman
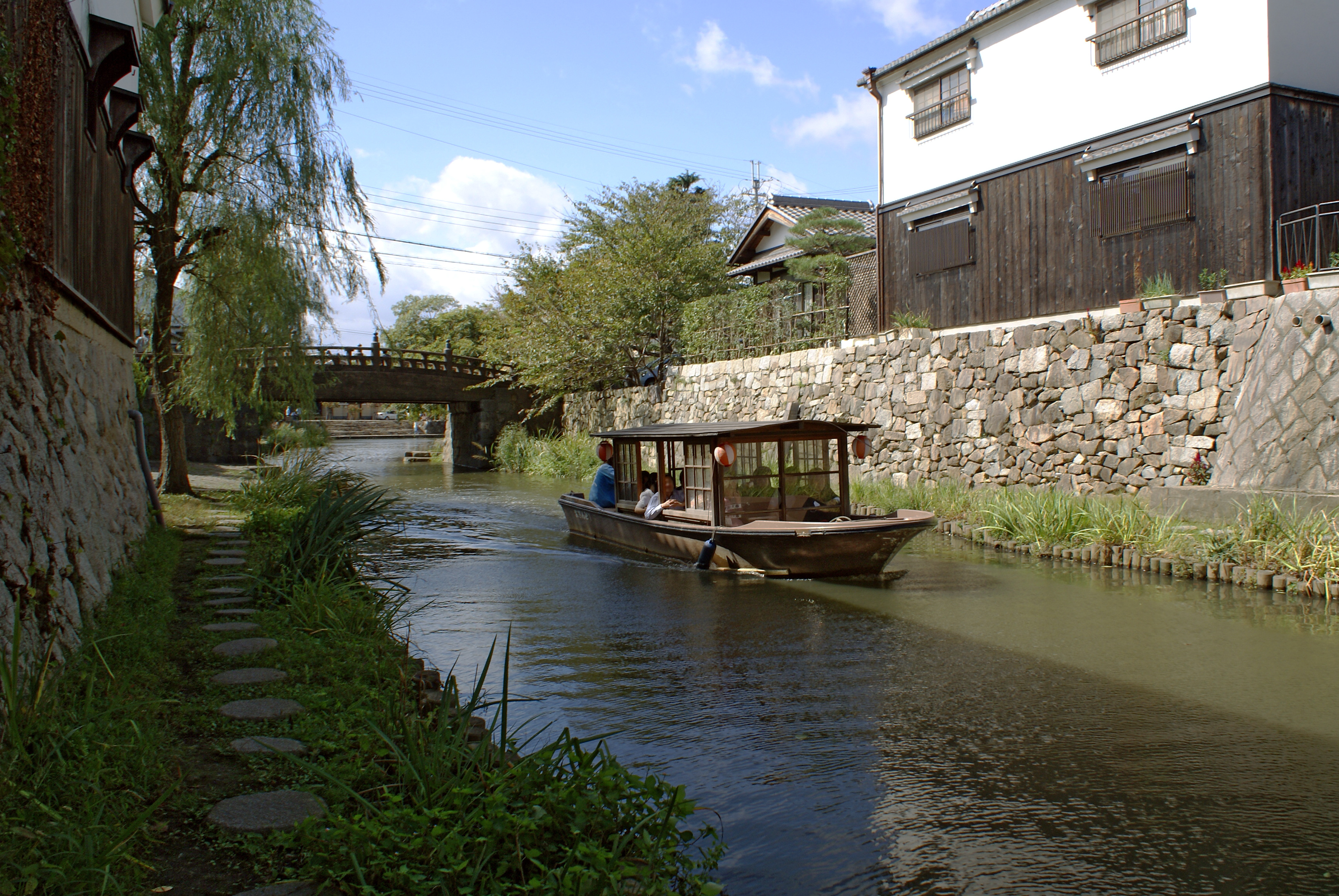
Nogmaals de slotgracht
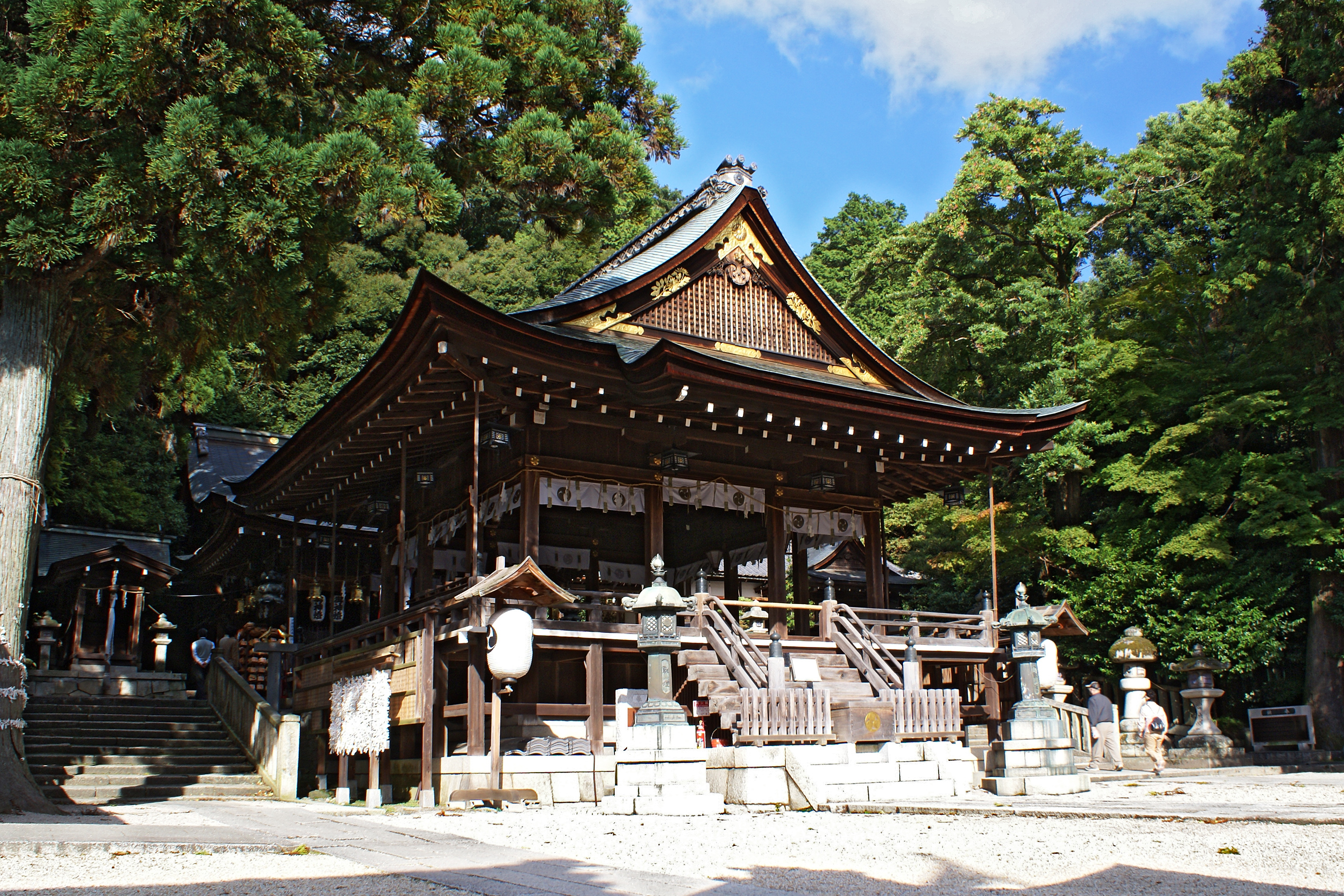
Himure Hachimangu (oorlogsgod) heiligdom
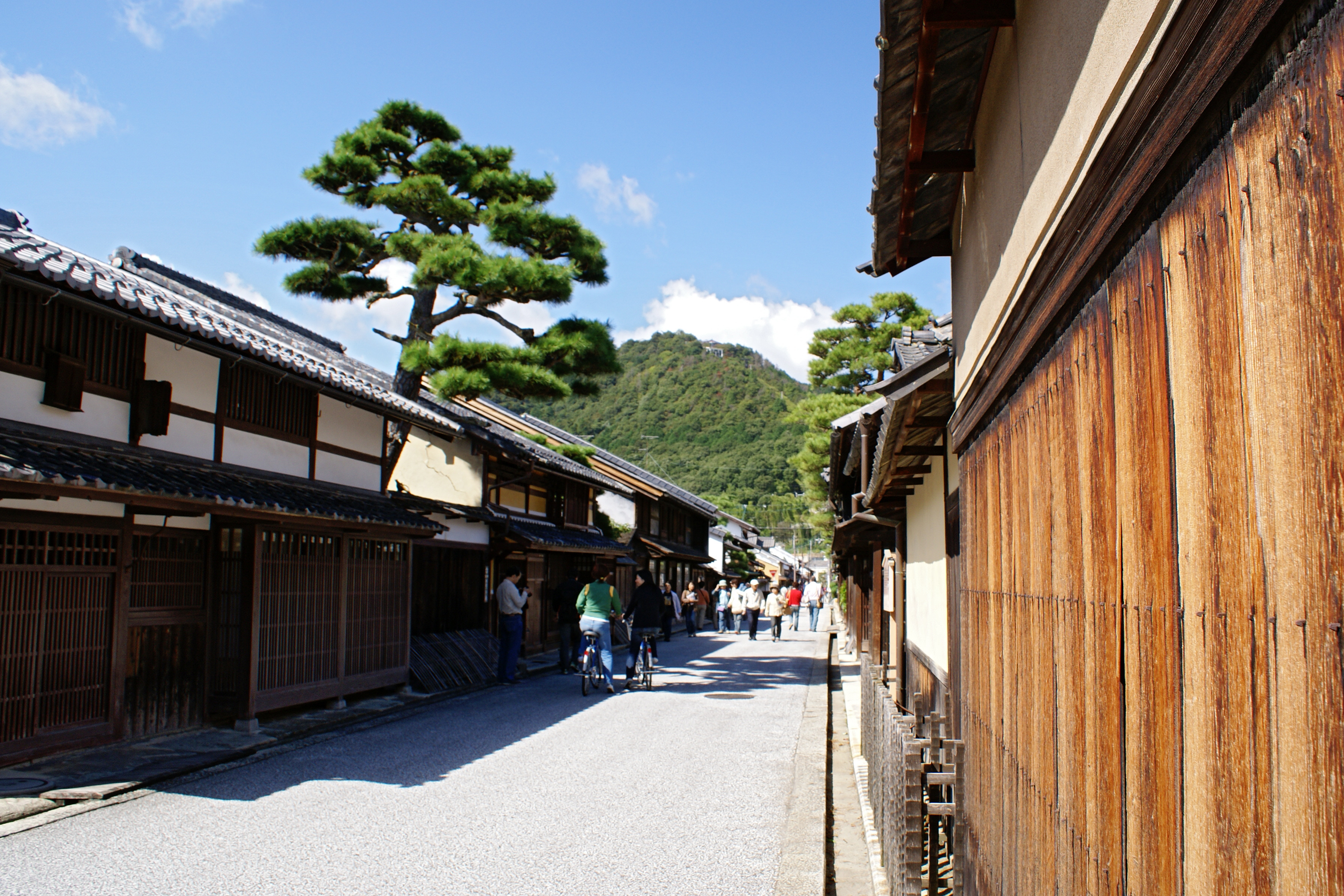
Shinmachi straat

## Verkeer
Ōmihachiman ligt aan de Tōkaidō-hoofdlijn van de West Japan Railway Company (dit deel van de hoofdlijn wordt ook wel Biwako-lijn genoemd) en de Yōkaichi-lijn van de Ōmi Spoorwegmaatschappij.
Ōmihachiman ligt aan de autowegen 8, 421 en 477.

## Stedenband
Ōmihachiman heeft een stedenband met
- Grand Rapids (Michigan), Verenigde Staten, sinds augustus 1986
- Miryang, Gyeongsangnam-do, Zuid-Korea, sinds december 1994
- Leavenworth (Kansas), Verenigde Staten, sinds februari 1997

De stedenband met Leavenworth gaat terug op William Merrell Vories (1880 - 1964). Deze leraar, missionaris, architect en ondernemer werd geboren in Leavenworth en werkte het grootste deel van zijn leven in Ōmihachiman.

## Aangrenzende steden
- Higashiōmi
- Yasu

## Geboren in Ōmihachiman
- Toyotomi Hidetsugu (豊臣秀次, Toyotomi Hidetsugu), samurai uit de 16e eeuw, neef van Toyotomi Hideyoshi
- Tatsuo Kawabata (川端 達夫, Kawabata Tatsuo), politicus van de Democratische Partij
- Goshi Hosono (細野 豪志, Hosono Gōshi), politicus van de Democratische Partij
- Kota Aoki (青木 孝太, Aoki Kota), voetballer
- Takashi Inui (乾 貴士, Inui Takashi), voetballer